# Katie Hall (femme politique)
Katie Hall, née Katie Beatrice Green le 3 avril 1938 à Mound Bayou (Mississippi) et morte le 20 février 2012 à Gary (Indiana) est une femme politique américaine. Membre du Parti démocrate, elle est notamment élue de l’Indiana à la Chambre des représentants des États-Unis au début des années 1980.

## Biographie

### Études et débuts en politique
Katie Green nait en 1938 à Mound Bayou, dans une famille de 12 enfants du Mississippi. En 1960, elle est diplômée d'un baccalauréat universitaire ès sciences de l'université d'État de la Vallée du Mississippi, où elle rencontre son époux John H. Hall avec qui elle a trois enfants Jacqueline, Junifer et Michelle. Le couple déménage dans l'Indiana, où Katie Hall décroche un master de l'université de l'Indiana à Bloomington.
Après ses études, elle devient enseignante en sciences humaines et sociales à Gary. Elle s'engage en politique aux côtés de Richard Hatcher, candidat à la mairie de la ville. Après un premier échec en 1972, elle est élue à la Chambre des représentants de l'Indiana en 1974,. Elle est ensuite élue au Sénat de l'Indiana à partir de 1976,. À la fin des années 1970, elle préside également le comité démorate du comté de Lake.

### Représentante des États-Unis
En 1982, après le décès du représentant Adam Benjamin Jr. (en), elle est désignée candidate démocrate à la Chambre des représentants des États-Unis dans le 1er district de l'Indiana, bastion démocrate du nord-ouest de l'Indiana. Sa nomination est arrêtée par trois élus locaux, dont le maire de Gary Richard Hatcher. Elle remporte l'élection partielle avec 63 % des voix et l'élection générale avec 56 % des suffrages. Elle devient la première personne afro-américaine élue au Congrès pour l'Indiana,,.
Durant son mandat, elle siège à la commission relative à la poste et à la fonction publique ainsi qu'à celle relative aux travaux publics et aux transports. Elle est l'un des principaux artisans de l'instauration du Martin Luther King Day,,.
En 1984, elle est contestée durant la primaire démocrate par deux hommes blancs. Elle estime alors que sa couleur de peau et son sexe sont en cause, dans une circonscription ouvrière et blanche à 70 %. Hall affronte donc l'avocat Pete Visclosky, ancien assistant parlementaire de Benjamin, et Jack Crawford, procureur du comté de Lake. Elle est attaquée pour avoir voté l'augmentation des salaires des représentants et ses nombreux voyages en Afrique. Ses adversaires estiment également qu'elle ne sert que les intérêts du maire de Gary Hatcher. Elle est battue de justesse par Visclosky.

### Après le Congrès
Après sa défaite, elle est élue l'année suivante comme clerc de la ville de Gary. Elle tentera à deux reprises de récupérer son siège au Congrès face à Visclosky, sans succès. En 2003, elle est condamnée pour racket, extorsion et fraude aux côtés de sa fille Junifer Hall, qui était également son adjointe. Elle échappe toutefois à la prison, contrairement à sa fille. Elle démissionne alors de son poste.
Elle meurt à Gary en février 2012.